# Primera Declaración de La Habana
La Primera Declaración de La Habana es un discurso pronunciado por Fidel Castro el 2 de septiembre de 1960 en la Plaza de la Revolución de La Habana, Cuba. La Declaración se hizo en respuesta a la VII Reunión de Consulta de Ministros de Relaciones Exteriores de la Organización de los Estados Americanos y a la consecuente Declaración de San José, la cual condenaba de manera implícita la interferencia de la Unión Soviética y de la República Popular China en el hemisferio occidental.
En el discurso se enuncian y reivindican una serie de derechos y deberes políticos y económicos que Fidel Castro consideraba propios de las naciones latinoamericanas, amenazadas por el imperialismo estadounidense. Además de ser un documento programático sobre la política exterior cubana, la Declaración de La Habana da testimonio de los procesos sociopolíticos, los equilibrios internacionales y de la dinámica de los organismos multilaterales a nivel global a inicios de la década de 1960.

## Acontecimientos previos

#### La Revolución cubana, tensiones con EUA y apoyo sino-soviético
En enero de 1959 los guerrilleros del Movimiento 26 de Julio entraban triunfantes en La Habana, poniendo fin a la dictadura de Fulgencio Batista. El nuevo régimen se proponía una reforma radical del sistema político y económico cubano, con el objetivo de empoderar a los sectores marginales y reforzar la soberanía nacional. El gobierno revolucionario volcó sus esfuerzos a la expansión del control estatal de la economía cubana mediante una serie de confiscaciones y nacionalizaciones, así como la reorientación del comercio exterior. Teniendo presente la experiencia del derrocamiento del gobierno de Jacobo Árbenz en Guatemala los líderes revolucionarios comenzaron a procurar el establecimiento de vínculos con la URSS y, en menor medida, con la República Popular China, como estrategia económica y de defensa ante un posible ataque militar por parte de los Estados Unidos. Así, en pleno proceso de ruptura sino-soviética, Fidel Castro afirmó que Cuba sería amiga tanto de la URSS como de China.
El primer contacto de Cuba con la URSS se estableció en octubre de 1959 con la llegada a la isla de Aleksandr Alekseev, un agente de la KGB quien en 1961 se convertiría en el embajador soviético en La Habana. En febrero de 1960, una delegación soviética encabezada por el vicepresidente del Consejo de Ministros de la Consejo de Ministros de la Unión Soviética, Anastás Mikoyán, visitó la isla tras la invitación del gobierno cubano a la inauguración de la Exposición Soviética de Ciencia, Técnica y Cultura. Los líderes del gobierno revolucionario de Cuba y Anastas Mikoyan convinieron la adquisición soviética de cuatrocientas veinticinco mil toneladas de azúcar en el periodo restante de 1960 y un millón de toneladas anuales durante los cuatro años siguientes. El gobierno de la URSS se comprometía, además, a conceder al gobierno cubano un crédito de cien millones de dólares para la adquisición de equipos, maquinaria, materiales y asistencia técnica para la construcción de plantas y fábricas en Cuba.
El interés soviético para Cuba se ha explicado en términos del significado simbólico que tenía, en el marco de la Guerra Fría, la existencia de un país socialista ubicado a un puñado de millas de Estados Unidos. Además, la historiografía ha señalado la importancia del acceso a puertos para las naves soviéticas en el Caribe, la búsqueda por mantener alejados a posibles aliados de la esfera de influencia china, de expandir una visión soviética del socialismo y de incluir a Cuba en el “subsistema soviético internacionalista”. Sea cual fuere la motivación, pronto se hizo público el apoyo a Cuba desde los más altos peldaños del gobierno soviético. El Secretario del Comité Central del Partido Comunista de la Unión Soviética, Nikita Kruschev, afirmó el 9 de julio de 1960 que la URSS apoyaría a Cuba en caso de una agresión estadunidense. Además, en una conferencia de prensa ofrecida en el Kremlin el 12 de julio de 1960, Kruschev afirmó que la Doctrina Monroehabía fallecido por una muerte natural y que los restos de esta doctrina debían ser enterrados para no envenenar el aire con su descomposición. Las declaraciones de Kruschev no fueron bien recibidas por la administración de Dwight D. Eisenhower, quien el 12 de julio de 1960 respondió afirmado que los principios de la Doctrina Monroe eran tan válidos como en 1823, cuando fue proclamada.
Por su parte, el gobierno de la República Popular China –cuyo líder, Mao Zedong, había expresado su apoyo a la Revolución cubana- firmó el 23 de julio de 1960 un acuerdo para adquirir medio millón de toneladas de azúcar cubana por un lustro, mientras que los cubanos recibirían arroz, textiles y manufacturas chinas. En el contexto de la Guerra Fría, el hecho de que Cuba fuera el primer país latinoamericano en reconocer a la República Popular China significó un reajuste crítico en las relaciones internacionales de inicios de la década de 1960. Para los líderes chinos, la Revolución cubana representaba la lucha contra el imperialismo y el colonialismo y, por ende, brindar asistencia a Cuba era el deber internacionalista del gobierno de Mao Zedong. El líder comunista de la República Popular China creía que el apoyo a los movimientos nacionales de "independencia y liberación" en América Latina podría ayudar a derrotar a las fuerzas imperialistas, contribuyendo a la labor revolucionaria de China. Más aún, los dirigentes de la República Popular China incrementaron sus esfuerzos tras la visita de Mikoyan a la isla, cuando la creciente influencia soviética sobre Cuba comenzó a hacerse notar.
La endeble relación del régimen revolucionario con Estados Unidos, debilitada por los crecientes vínculos cubanos con los países socialistas en el contexto de la Guerra Fría, sufrió un fuerte golpe cuando las refinerías Texaco, Esso y Shell se negaron a refinar el crudo soviético que Cuba había adquirido para esquivar un estancamiento económico debido a un descenso en el suministro de crudo norteamericano. Más aún, el 5 de julio de 1960, el congreso estadunidense hizo una enmienda al Sugar Act, mediante la cual podría cancelar compras de azúcar si tal acción se tomaba en defensa del interés económico nacional. En función de la enmienda, Estados Unidos canceló la compra de 700,000 toneladas de azúcar cubano; el presidente Dwight D. Eisenhower arguyó que la venta de azúcar cubana a la URSS y otros países soviéticos ponían en entredicho la capacidad cubana de ser un proveedor confiable para el mercado estadunidense.
El 6 de julio de 1960, el Consejo de Ministros de Cuba autorizó, mediante la Ley 851, la nacionalización de empresas y bienes de ciudadanos estadounidenses mediante una serie de expropiaciones forzosas. El 6 de agosto el gobierno cubano ordenó la nacionalización de 26 empresas de servicios públicos y centrales azucareros de propiedad estadunidense. Entre otras, el gobierno cubano estatizó en el verano de 1960 la Cuban Electric Company, Cuban Telephone Company, la Moa Bay Nickel Mining Company y 36 refinerías de azúcar, entre ellas la de la United Fruit Sugar Company, la cual tenía estrechos lazos con la administración de Eisenhower.
El reajuste de la política exterior cubana respecto a los Estados Unidos, la Unión soviética y la República Popular China se enmarcó en un contexto más amplio de reacomodo en las relaciones internacionales. La Guerra Fría, la ruptura sino-soviética, la política anticomunista estadunidense, el acercamiento de Cuba a los países socialistas, la visión revolucionaria de Fidel Castro y sus allegados y la Declaración de San José enmarcarían la Primera Declaración de La Habana. 

#### La Declaración de San José
La escalada de tensiones entre Cuba y Estados Unidos a mediados de 1960 derivó en una interpelación cubana en la Organización de las Naciones Unidas, en donde la hegemonía estadounidense comenzaba a ser cuestionada por países asiáticos y africanos con discursos fundamentados en los principios de independencia y autonomía propios de los procesos de descolonización tras la Segunda Guerra Mundial. La delegación cubana en las Naciones Unidas solicitó una reunión especial del Consejo de Seguridad para atender la creciente tensión con Estados Unidos, sin embargo, el 18 de julio de 1960 el embajador estadunidense Henry Cabot Lodge solicitó que el asunto se atendiera en la OEA, argumentando que, al tratarse de dos países miembros,  se trataba del foro apropiado para discutir controversias entre estados americanos. Al día siguiente, Fidel Castro aseguró en una entrevista a la emisora cubana Radio Progreso que Estados Unidos quiso llevar el asunto a la OEA para poder ejercer su influencia sobre los “débiles países del continente americano”. En este contexto, el gobierno de Perú convocó el 18 de julio de 1960, con base en el artículo 39 de la Carta de la OEA, una Reunión de Consulta de Ministros de Relaciones Exteriores para discutir “grave amenaza” a la democracia y unidad panamericana, así como la tensa situación en el Caribe.
La VII Reunión de Consulta de Ministros se llevó a cabo el 22 de agosto de 1960 en San José, Costa Rica, contemplando en su agenda el fortalecimiento de la solidaridad y la cooperación panamericana ante la amenaza de intervención extra-continental, el análisis de los factores económicos y sociales que impulsaban la inestabilidad en el hemisferio, así como de las manifestaciones en el Caribe de las tensiones internacionales. Durante la VII Reunión de Consulta de la OAS, el Secretario de Estado de Estados Unidos, Christian Herter, afirmó que Cuba estaba siendo llevada hacia la “dirección comunista” mediante esfuerzos de los “poderes sino-soviéticos para extender su control sobre un estado Americano”. Articulando su discurso en una clave propia de la Guerra Fría, Herter denunció un “patrón bolchevique de política cubana”.

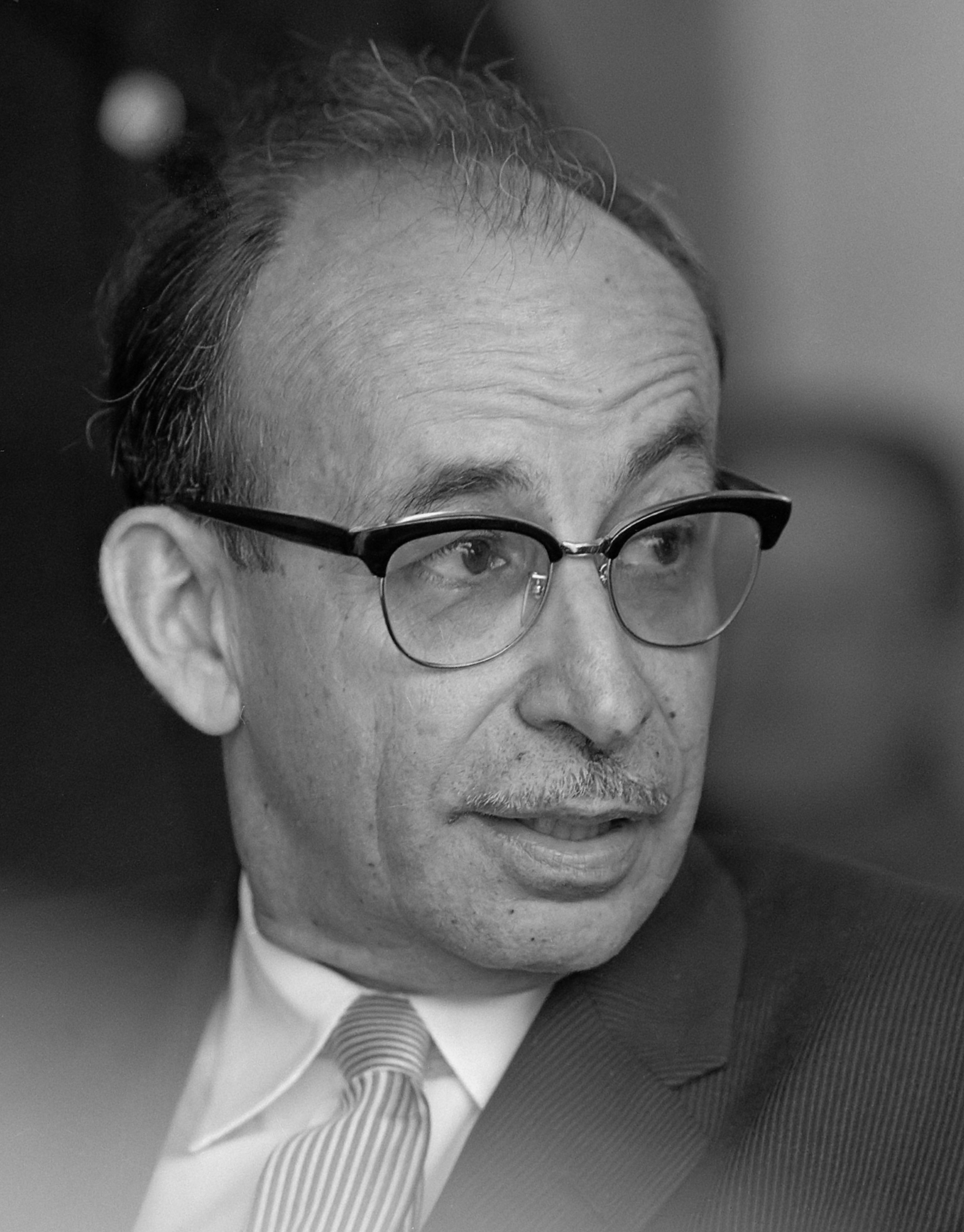
Raúl Roa, Ministro de Relaciones Exteriores de Cuba de 1959 a 1976

En respuesta a las acusaciones de Herter, Raúl Roa, ministro de exteriores y representante de Cuba en el foro, afirmó que la delegación cubana actuaba de manera autónoma contra “la más rica, poderosa y agresiva potencia capitalista del mundo, que en vano ha pretendido intimidarlo, rendirlo o comprarlo”. La delegación cubana se retiró de la VII Reunión de Consulta de la OAS después de que Roa se lamentara por la falta de apoyo de los gobiernos latinoamericanos a las posiciones cubanas.
La Declaración de San José resolvió los siguientes puntos: (I) condenar la intervención de las potencias extra-continentales en asuntos de las repúblicas americanas; (II) rechazar las pretensiones chinas y soviéticas de utilizar la situación política, económica o social de cualquier Estado americano; (III) reafirmar el principio de no intervención de un Estado americano en los asuntos internos o externos de otro Estado americano; (IV) afirmar la incompatibilidad entre el sistema interamericano y cualquier forma de totalitarismo; (V) proclamar que todos los Estados miembros de la OEA tenían la obligación de ceñirse a la disciplina del sistema interamericano; (VI) declarar que las controversias interamericanas debían resolverse de manera pacífica entre los Estados miembros de la OEA y (VII) reafirmar los objetivos de paz, soberanía integridad, independencia y justicia que promovía la OEA. Al término de la VII Reunión se resolvió condenar la intervención extranjera en el hemisferio, omitiendo alusiones explícitas a Cuba.
La Declaración de San José fue ratificada por una votación de 19-0 que se llevó a cabo habiéndose retirado la delegación cubana. La República Dominicana no participó de la votación, pues había abandonado la Asamblea desde la celebración de la VI Reunión de Ministros de la OEA, celebrada del 16 al 20 del mismo año (es decir, la semana anterior a la VII), debido a las sanciones que le fueron impuestas por los países miembros de la OEA tras ser acusada del atentado contra el Presidente Rómulo Betancourt. Impulsó la ratificación de la Declaración de San José la presión ejercida por el presidente Eisenhower, quien sugirió que el Acta de Bogotá -un programa de ayuda económica destinada al mejoramiento socioeconómico de Latinoamérica- beneficiaría sólo a aquellos países que demostraran voluntad para cooperar con los objetivos políticos de Estados Unidos en la región. La delegación mexicana matizó su voto a favor, aclarando que cada país tenía derecho a desarrollar su vida cultural, política y económica de manera libre y natural.
De regreso en Cuba, Raúl Roa –quien sería bautizado como el “Canciller de la Dignidad”- hizo públicas sus impresiones de lo sucedido en la VII Reunión de Consulta de la OAS en San José en un mensaje televisado. En el programa “Entrevista” del canal 2 de Televisión Revolución, el ministro de exterior cubano se refirió al Secretario de Estado estadunidense Christian Herter como un “un chicharrón sin pellejo de idea”. La creciente presión estadounidense, la falta de respaldo latinoamericano en los organismos supranacionales regionales e internacionales y la determinación cubana a hacerles frente a ambas situaciones conformaron el telón de fondo de la respuesta de Fidel Castro a la Declaración de San José, la Declaración de La Habana.

### La Declaración de La Habana
El 2 de septiembre de 1960, Fidel Castro pronunció la Primera Declaración de La Habana en la Plaza de la Revolución en respuesta a la Declaración de San José y frente a la Asamblea General Nacional. En su discurso, Castro enunció un conjunto de responsabilidades y derechos de los países oprimidos por el imperialismo y el colonialismo.
En nueve puntos, Fidel Castro presentó a nombre de la “Asamblea General Nacional del Pueblo de Cuba” su descontento respecto a lo sucedido en la VII Reunión de Consulta de la OAS y en la Declaración de San José. Castro trazó con su discurso las líneas generales que habría de seguir Cuba en política exterior, enfatizando la reivindicación de la soberanía e independencia de las naciones latinoamericanas y su oposición al intervencionismo e imperialismo estadounidense. El líder revolucionario promovió además la idea de un internacionalismo latinoamericano, basado en la solidaridad, que reemplazara al fallido panamericanismo –al cual Castro concebía como un recurso de control político de los estadounidenses- y que rechazara abiertamente el intervencionismo que condonaba la Doctrina Monroe.
Los nueve puntos condenaban las resoluciones tomadas en la Declaración de San José y enfatizaban la soberanía política e ideológica de Cuba, rechazando injerencias soviéticas o chinas. Además, Castro hizo alusiones a varios procesos y conflictos pertenecientes al escenario geopolítico internacional de inicios de la década de 1960: la oposición de los Estados Unidos a que China ocupase un lugar en la Organización de las Naciones Unidas y su posición a favor del gobierno de Taiwán, las tensiones entre Estados Unidos y la Unión Soviética, así como entre Estados Unidos y la República Popular China, además del movimiento por los derechos civiles en Estados Unidos.

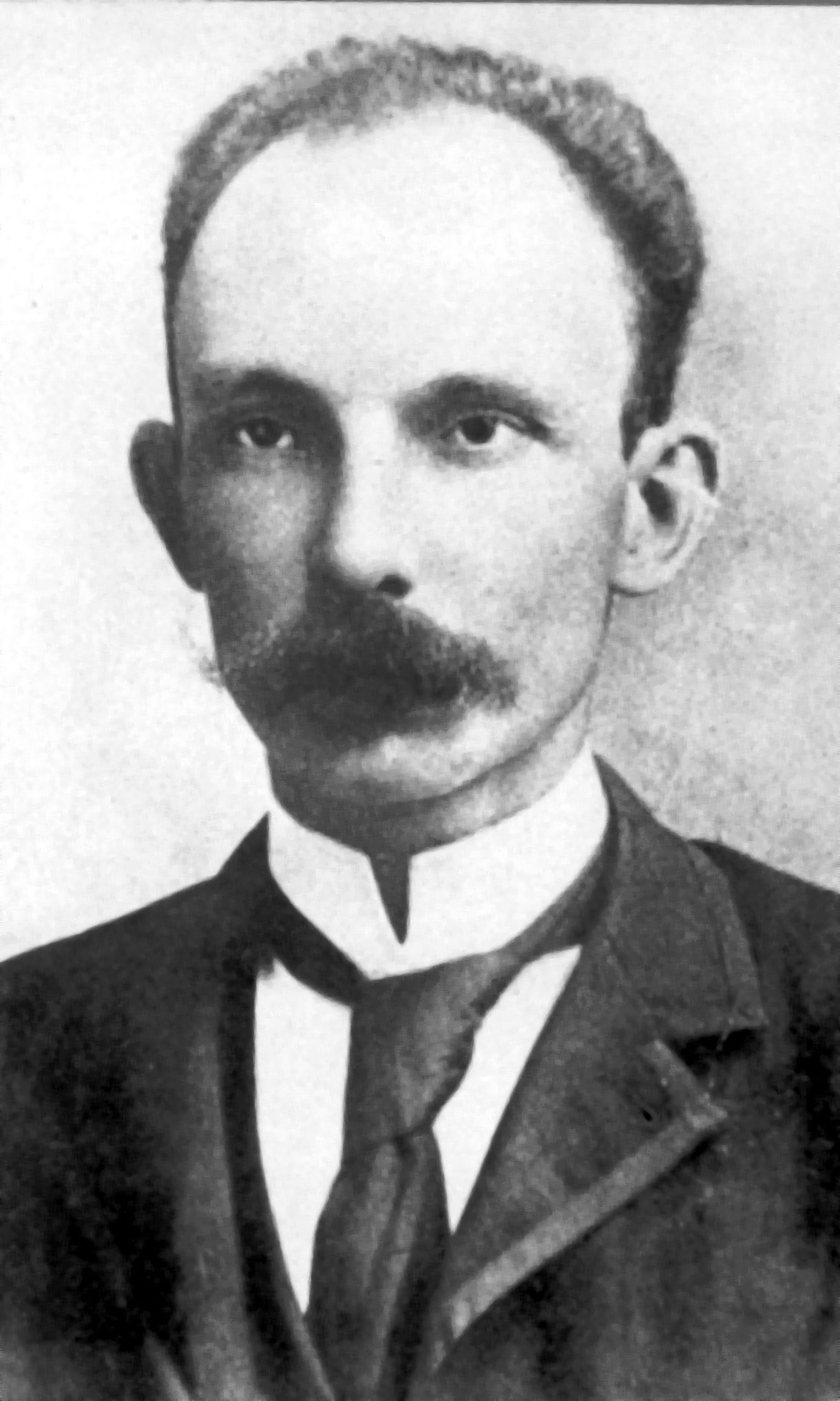
La Primera Declaración de La Habana contiene numerosas referencias al escritor y político cubano José Martí (1853-1895).

En la Primera Declaración de La Habana abundaron las referencias a una serie de pensadores y experiencias históricas, sobre las cuales Fidel Castro fundamentó su visión latinoamericanista de la labor revolucionaria. Castro cimentó la Primera Declaración sobre los principios de soberanía, independencia, antiimperialismo, autodeterminación e integración racial que históricamente propugnaron una serie de líderes políticos y sociales latinoamericanos, adecuándolos a la realidad social, política y económica cubana de inicios de la década de 1960. El revolucionario cubano se refirió a líderes políticos y militares libertadores de América del Sur como Simón Bolívar, José de San Martín, Bernardo O’Higgins y Antonio José de Sucre para recontar la historia de intervenciones en Latinoamérica, estableciendo un vínculo entre el imperialismo del imperio español del periodo colonial y el estadunidense del siglo XX. Entre otros personajes históricos de los siglos XIX y XX, Castro hizo mención de José Martí, Benito Juárez, Augusto Sandino y Emiliano Zapata, fundamentando sobre sus discursos y experiencias una narrativa teleológica de su ideal sociopolítico, al cual denominó “latinoamericanismo libertador”.
El internacionalismo socialista (especialmente respecto a la URSS y la República Popular China), la membresía y procesos de la Organización de las Naciones Unidas y la Organización de Estados Americanos, la caducidad del panamericanismo y la propuesta de un latinoamericanismo libertador se encuentran también entre los ejes discursivos de la Primera Declaración.

#### Los nueve puntos
El primero de los nueve puntos de la Declaración de La Habana condenaba la Declaración de San José. En un tono que reivindicaba la autonomía cubana, Fidel Castro afirmó que la Declaración de San José constituía un documento “dictado por el imperialismo norteamericano y atentatorio a la autodeterminación nacional, la soberanía y la dignidad de los pueblos hermanos del Continente”.
En su segundo punto, la Declaración de La Habana condenó el intervencionismo y el imperialismo norteamericano sobre América Latina. Este punto hacía referencia a episodios históricos de intervencionismo e imperialismo norteamericano en Latinoamérica, tales como la intervención estadounidense en México (1846-1848), o la serie de intervenciones llevadas a cabo en el contexto de las llamadas guerras bananeras e influenciadas por la política del Gran Garrote: la ocupación estadunidense en Nicaragua (1912-1933), la ocupación estadunidense de Haití (1915-1934) y las múltiples intervenciones estadounidenses en Cuba. Se refería, además, a las anexiones u ocupaciones norteamericanas de Texas (1845), el Canal de Panamá (desde 1903 hasta 1979) y Puerto Rico, cuyo estatus de territorio no incorporado de Estados Unidos desde 1952 sería cuestionado por el ministro cubano de Relaciones Exteriores ante las Naciones Unidas en la década de 1960.
El tercer punto constituía un rechazo a la Doctrina Monroe por considerarla una herramienta del imperialismo norteamericano. Esta sección condenaba el “hipócrita panamericanismo” y promovía un “latinoamericanismo libertador” inspirado en la obra de José Martí y Benito Juárez. La Primera Declaración refleja la percepción de que, en sus primeras manifestaciones políticas, Castro “era más martiano que marxista”. Castro retomó de José Martí las ideas de “justicia social, solidaridad interamericana y la desconfianza hacia Estados Unidos y sus tendencias expansionistas, o sea, una nueva versión de América para los americanos, de lo que se deriva un marcado discurso antiimperialista y el llamamiento a que Cuba y los demás países iberoamericanos recobren su plena soberanía”. De esta manera comprendemos que en la Primera Declaración Castro se refirió a Nuestra América y a la “Carta de José Martí a Manuel Mercado” para ilustrar su posición anti-estadunidense y su aversión por la Doctrina Monroe.  La referencia de Castro al mexicano Benito Juárez se debe a que José Martí escribió no pocas alabanzas al llamado “Benemérito de las Américas”, ensalzando su labor antiimperialista, independentista y constitucionalista en obras como “Pobreza y Patria”, “‘La república’ de Guanajuato. Gobernador y creyente. La función del Teatro nacional’” y “México en 1882”.
En sintonía con la retórica y políticas antirracistas que los líderes  de la Revolución cubana habían adoptado en su primer año de gobierno, el tercer punto de la Primera Declaración de La Habana invitaba a la comunidad afroamericana estadounidense a participar de una nueva amistad latinoamericana. La invitación de Castro debe entenderse a la luz de la presión política ejercida por grupos afro-cubanos que exigían que la igualdad racial fuese incluida en las políticas revolucionarias, en respuesta a lo cual el gobierno revolucionario de Cuba financió desde marzo de 1959 una campaña para eliminar la discriminación racial. Si bien la retórica antirracista revolucionaria tuvo no pocos críticos en Cuba -especialmente por la notoria falta de representación negra entre sus dirigentes-, Castro aprovechó la Primera Declaración de La Habana para condenar los linchamientos y persecuciones a las que los miembros de la comunidad afroamericana eran sometidos en el contexto del Movimiento por los derechos civiles en Estados Unidos.
El punto cuatro de la Declaración de La Habana hacía referencia al estrechamiento de los vínculos militares y económicos entre la URSS y Cuba en los meses previos a septiembre de 1960. Al respecto, Castro aseguró que “la Asamblea General Nacional del Pueblo declara ante América y el mundo, que acepta y agradece el apoyo de los cohetes de la Unión Soviética, si su territorio fuere invadido por fuerzas militares de los Estados Unidos”, afirmación que fue recibida con aplausos y exclamaciones de “¡Muere, gringo!”. Richard Gott se ha referido a esta frase como la “ominosa oración que prefiguró la crisis nuclear que aún quedaba dos años adelante”, es decir, la Crisis de los misiles de Cuba.
El quinto punto de la Primera Declaración apeló directamente a la Declaración de San José, refutando que la Unión Soviética o la República Popular China hubiesen intentado “‘utilizar la posición económica, política y social de Cuba, para quebrantar la unidad continental y poner en peligro la unidad del hemisferio”. Esta sección afirmaba que desde el inicio de la Revolución cubana, el pueblo había actuado por determinación propia, por lo cual exculpaba a los chinos y a los soviéticos, afirmando que el movimiento revolucionario tenía sus orígenes en “los crímenes y las injusticias instaurados por el imperialismo en América”.
El punto cinco condenaba los esfuerzos estadounidenses por encabezar una política de aislamiento y hostilidad a la URSS y a la República Popular China. Castro criticó asimismo la negativa de Estados Unidos a permitir que China ocupara un puesto en la Asamblea de las Naciones Unidas “pese a representar aquélla la casi totalidad de un país de más de 600 millones de habitantes, si ponen en peligro la paz y la seguridad del hemisferio y del mundo”. Como ha explicado Janka Oertel, la victoria comunista y la fundación de la República Popular China pusieron fin a la guerra civil, pero tuvieron consecuencias funestas para China en el escenario internacional, al no contar con el reconocimiento de la mayoría de los Estados miembros de las Naciones Unidas. Estados Unidos enarbolaba la política de exclusión de la “China Roja” bajo los argumentos,  entre otros, de que la República Popular China aún era una nación forajida por su involucramiento en la guerra de Corea, al haber ofrecido apoyo militar y económico a los comunistas que se enfrentaban a la intervención estadounidense, y por su invasión del Tíbet.
Finalmente, el quinto punto de la Declaración de La Habana ratifica la amistad cubana “con todos los pueblos del mundo”, incluyendo a los países socialistas, y rescindiendo sus relaciones “con el régimen títere que sostiene en Formosa los barcos de la Séptima Flota yanqui”, es decir, la República de China, separada desde 1949 de la República Popular China, con asiento en Taiwán, apoyada por Estados Unidos mediante la Resolución de Formosa de 1955 y con representación en las Naciones Unidas.
El sexto punto de la Primera Declaración de La Habana estableció la incompatibilidad entre la democracia y la oligarquía financiera. Declaró asimismo discordante a la democracia con la discriminación por raza u origen étnico a nivel mundial, refiriéndose a los “desmanes del Ku Klux Klan”, así como a las experiencias de persecución y censura de varios estadounidenses en el contexto del Macartismo. Castro se refirió al caso del físico teórico estadunidense de origen judío Robert Oppenheimer, director del Laboratorio Los Álamos del Proyecto Manhattan desde 1943 hasta 1945, acusado de tener vínculos comunistas. Habló también sobre el actor, atleta, músico, escritor, abogado y activista afroamericano Paul Robeson, investigado y perseguido por el FBI debido a su apoyo a los derechos civiles y a las políticas prosoviéticas. Por último, Castro reprobó la sentencia a muerte de los ciudadanos estadounidenses Ethel y Julius Rosenberg, acusados de ser espías de la URSS y condenados a muerte en la silla eléctrica pese a la apelación de varios mandatarios y del Papa Pío XII.
En el punto seis, Fidel Castro procedió a una condena del latifundio, los bajos salarios y la explotación del trabajo humano, el analfabetismo, la falta de protección a la vejez, la “discriminación del negro y del indio”, la desigualdad y explotación de las mujeres, las oligarquías militares y políticas, las concesiones de los países latinoamericanos a extranjeros para explotar los recursos naturales, los gobiernos y medios de comunicación serviles a Estados Unidos, las leyes que reprimen a los obreros, campesinos, estudiantes e intelectuales, los monopolios y el capitalismo imperialista. En síntesis, afirmó Castro, “La Asamblea General Nacional del Pueblo de Cuba condena, en fin, la explotación del hombre por el hombre, y la explotación de los países subdesarrollados por el capital financiero imperialista”. Por otra parte, en el punto seis se reivindican una serie de derechos individuales y colectivos. Entre otros derechos de los individuos, Castro defendió el derecho a la educación, a la asistencia médica, al trabajo, a la “dignidad plena del hombre” y a la igualdad en el caso de la mujer y a una vejez segura. Refiriéndose a los derechos de los estados, Castro enunció los siguientes: a la nacionalización de los monopolios imperialistas, al comercio libre, a la plena soberanía y a armar a su población para que defendieran “por sí mismos, sus derechos y sus destinos”.

En el séptimo punto de la Primera Declaración, Castro postuló una serie de deberes de los individuos y de los estados. Castro afirmó el deber de la población de luchar por sus reivindicaciones económicas, políticas y sociales, de las naciones oprimidas a luchar por su liberación y el deber de solidaridad con éstas de las naciones que no se vieran afectadas por la opresión. El séptimo punto afirmaba que “todos los pueblos del mundo son hermanos”. El octavo punto constituyó una invitación a los países latinoamericanos a deshacerse de las ataduras del imperialismo norteamericano y a la edificación de una solidaridad latinoamericana. Castro celebraba el emerger de
la voz genuina de los pueblos, voz que se abre paso desde las entrañas de sus minas de carbón y de estaño, desde sus fábricas y centrales azucareros, desde sus tierras enfeudadas, donde rotos, cholos, gauchos, jíbaros, herederos de Zapata y de Sandino, empuñan las armas de su libertad, voz que resuena en sus poetas y en sus novelistas, en sus estudiantes, en sus mujeres y en sus niños, en sus ancianos desvalidos.
Con estas palabras,  Castro rescató a los mestizos de distintas regiones de América Latina y apeló a la herencia revolucionaria de Augusto César Sandino, líder del Ejército Defensor de la Soberanía Nacional de Nicaragua, que tenía por objetivo repeler la intervención estadounidense en Nicaragua, y de Emiliano Zapata, caudillo de la Revolución mexicana de 1910. Finalmente, el punto noveno formalizó el discurso pronunciado por Castro con el nombre de Declaración de La Habana.

### Impacto en la política nacional e internacional
Como medida de política interna, la Primera Declaración constituyó uno de los primeros ejemplos de la “democracia directa” cubana en su interpretación revolucionaria, haciendo de la unidad en torno al proyecto de Fidel Castro y sus allegados y la participación en rallies y mítines masivos un requisito del revolucionario cubano y el medio por excelencia para lograr la unidad política nacional. Esta forma de democracia directa caracterizaría la primera década del gobierno revolucionario, cuyos miembros viajaban por la isla para establecer diálogo cara a cara con los cubanos.
Junto con la Segunda Declaración de La Habana (1962) y la Declaración de Santiago de Cuba (1964), la Primera Declaración de La Habana definiría algunos de los elementos que caracterizarían a la política exterior cubana a lo largo de la década de 1960. Entre otros, la apertura al apoyo soviético permitiría que la URSS estableciera por primera vez una presencia estratégica en Latinoamérica; los principios de autodeterminación, soberanía y antiimperialismo se harían presentes en el apoyo cubano a distintos movimientos de liberación en África, así como en la creación de la Organización de Solidaridad de los Pueblos de África, Asia y América Latina en 1966 y el ideal del latinoamericanismo libertador marcaría la creación de la Organización Latinoamericana de Solidaridad en 1967.

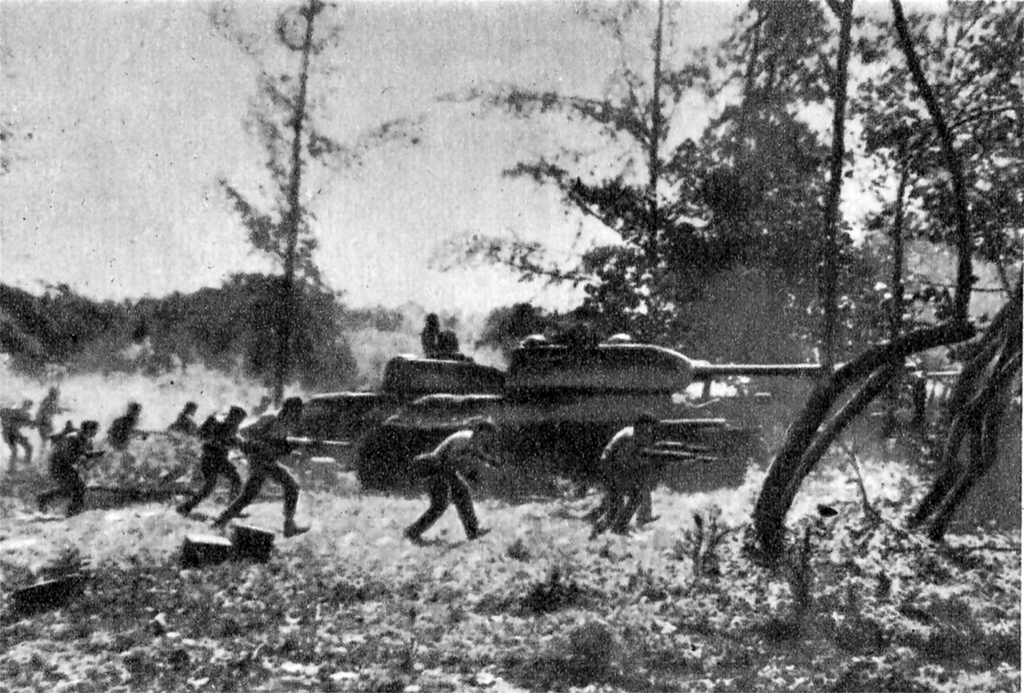
Ofensiva lanzada cerca de la Bahía de Cochinos, también conocida como Playa Girón.

Como quedó de manifiesto en la IV y V Reunión de Ministros de la OEA, así como en las Declaraciones de La Habana, la postura cubana apuntaba a dificultar la consolidación de la influencia política, económica y militar de Estados Unidos en Latinoamérica. En respuesta a la política cubana de apoyo a los movimientos guerrilleros de la región, Estados Unidos lanzó la Alianza para el Progreso, un programa diseñado por la administración de John F. Kennedy para promover el crecimiento económico, el desarrollo social y la democracia en la región. Aunque no faltaron intentos de acercamientos, las relaciones cubano-estadounidenses estarían marcadas por un creciente antagonismo a lo largo de la década de 1960, especialmente tras la fallida invasión de bahía de Cochinos en 1961.
Si bien los primeros años de 1960 significaron un acercamiento de Cuba a la URSS como medida de defensa ante Estados Unidos y para recibir apoyo económico del bloque oriental, las relaciones entre los dos países atravesaron momentos de fuertes tensiones, especialmente después de la Crisis de los misiles de Cuba en octubre de 1962. La decisión soviética de retirar los misiles de Cuba frente a las presiones estadounidenses, sin consultarse con el líder cubano, convenció a los dirigentes revolucionarios de que Cuba tendría que desarrollar una estrategia política, económica y militar propia, por muchas que fueran las similitudes ideológicas con los soviéticos. Más aún, la tímida respuesta soviética a los ataques estadounidenses en Vietnam persuadió al liderazgo político cubano que su defensa nacional dependía exclusivamente de sus propios recursos. Considerando que sería fundamental contar con aliados políticos y económicos en Latinoamérica si Cuba pretendía disminuir la influencia soviética sobre la isla, el fomento del cambio sociopolítico y económico por la vía revolucionaria se tornó un elemento decisivo de la política exterior cubana hasta final de los años 60. Si bien el liderazgo cubano intentó desarrollar una política de defensa menos dependiente de Moscú después de 1962, la isla siguió siendo dependiente de la ayuda militar y económica soviética para su sobrevivencia. Tras el fracaso de las políticas de desarrollo económico voluntaristas cubanas –particularmente la zafra de los diez millones en 1970- Fidel Castro comenzó un reacercamiento con Moscú que culmina con la aprobación en 1976 de una nueva constitución modulado sobre la soviética.
Por otra parte, la alianza política y económica con China se mantuvo durante los primeros años de la década de 1960. A medida que estados Unidos imponía un bloqueo económico cada vez más fuerte sobre Cuba, China siguió siendo aliado comercial de la isla, enviando alimentos, maquinaria, productos químicos, materiales educativos y médicos. Sin embargo, tras el rompimiento sino-soviético, quedó claro que Cuba seguiría manteniendo vínculos con la URSS. A partir de 1966, Cuba y China comenzaron a tener una serie de desacuerdos comerciales y fricciones políticas; si bien no tuvo lugar una ruptura sino-cubana, la relación entre los dos países se enfrió. Más aún, tras la independencia de Argelia, el vínculo sino-cubano derivó en una competencia por el ejercicio de influencia sobre el Tercer Mundo.